# Durweston
Durweston – wieś w Anglii, w hrabstwie Dorset, w dystrykcie (unitary authority) Dorset. Leży 25 km na północny wschód od miasta Dorchester i 162 km na południowy zachód od Londynu.